# Petroșani
Petroșani (en húngaro: Petrozsény) es una ciudad de Rumania en el distrito de Hunedoara.

## Geografía
Está ubicada a 319 km de la capital, Bucarest. Se encuentra al pie de la montaña, a una altitud de 610 m s. n. m.

## Demografía
El último censo de 2021 demostró que hay 31 044 habitantes.
| 1948   | 1956   | 1966   | 1977   | 1992   | 2002   | 2011   | 2021   |
| 14 038 | 23 052 | 35 187 | 40 664 | 52 390 | 45 195 | 37 160 | 31 044 |